# Typ 11 7,5-cm-Flugabwehrkanone
Die Typ 11 7,5-cm-Flugabwehrkanone (japanisch 十一年式七糎半野戦高射砲 Jūichi-nenshiki nana-senchi-han Yasen Kōshahō, deutsch ‚Typ (Taisho) 11 7,5 cm Feld-Flugabwehrkanone‘) war eine Flugabwehrkanone der Landstreitkräfte des Kaiserlich Japanischen Heeres, die von 1922 bis Ende der 1930er-Jahre eingesetzt wurde.

## Hintergrund

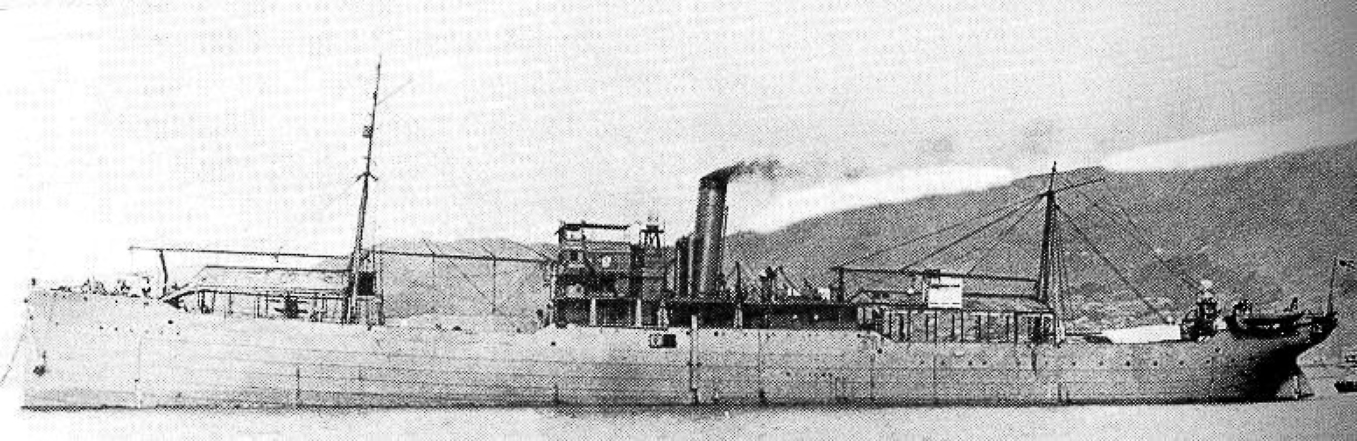
Das japanische Flugzeugmutterschiff Wakamiya, von dem aus die weltweit ersten schiffsgestützten Luftangriffe gegen deutsche Stellungen in Tsingtau geflogen wurden.

Während des Ersten Weltkrieges beteiligten sich britische und japanische Streitkräfte von Anfang September bis Mitte November 1914 an der Belagerung von Tsingtau im deutschen Pachtgebiet Kiautschou. Dabei wurden (siehe Gunther Plüschow) in geringem Umfang auch Flugzeuge für die Aufklärung sowie zum Bombenabwurf eingesetzt. Die Maschinen der Kriegsparteien stammten seinerzeit aus Europa. Sie waren noch primitiv und richteten bei Angriffen kaum Schaden an, doch der Wert der gewonnenen Informationen durch die Aufklärung war hoch. Entsprechend versuchte man gegenseitig die Flugzeuge abzuschießen. Mit den ersten Landungstruppen brachten die Japaner auch Waffen an Land. Neben Infanteriewaffen wurden hier, wie auch in Europa, Feldgeschütze an Steigungen im Gelände so positioniert, dass sie zusammen mit dem normalen Höhenrichtwinkel einen größeren Bereich des Himmels beschießen konnten. Problematisch blieb dabei die geringe Feuergeschwindigkeit, das umständliche Richten und die noch primitiven Zeitzünder der Flugabwehrgeschütze. Erfolgreiche Flugzeugabschüsse blieben so eher Zufallstreffer.

## Entwicklung
Im Mai 1918 entschied sich die Heeresführung aufgrund der rasanten Entwicklung bei den Kampfflugzeugen erstmals Versuche mit speziell konstruierten Flugabwehrwaffen durchzuführen. Die ersten Versuche basierten auf der Verwendung des Typ 38 7,5-cm-Feldgeschützes, entsprechend montiert auf einem frühen Militärlastkraftwagen des Heeres. Die Versuche ergaben aber noch größere Probleme als in Tsingtau 1914, da die Flugzeuge inzwischen schneller und manövrierfähiger geworden waren und der frühe Lastkraftwagen nur eine unzureichende Plattform bot.
1919 wurde daraufhin das Technische Büro der Landstreitkräfte beauftragt, grundlegende Anforderungen an eine Flugabwehrkanone zu erarbeiten. Dem Ganzen wurde eine hohe Priorität zugewiesen, da inzwischen das Potential von Militärflugzeugen klar erkannt worden war. 1920 wurden die Ergebnisse dem Heer vorgelegt. Zeitgleich begann das Arsenal Osaka mit der Entwicklung einer entsprechenden Flugabwehrwaffe. Vorgabe war unter anderem die Verwendung von Teilen des Typ 38 7,5-cm-Feldgeschützes, um einerseits möglichst schnell zu einem Ergebnis zu kommen und andererseits um die nötige Ersatzteilversorgung zu vereinfachen. So entstand bis 1922 mit der Typ 11 7,5-cm-Flugabwehrkanone eine zeitgemäße Waffe.

## Technik

### Waffe
Das Geschütz besteht aus drei Teilen:
- Rohr
- Oberlafette mit Rohrrücklauf
- Unterlafette mit Pivot

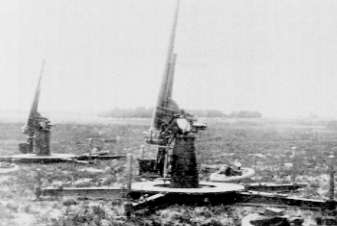
Typ 11 Flugabwehrkanone in Feuerstellung

Das Rohr mit Verschluss selbst wog 329 kg und hatte eine Länge von 2,56 m (L/34,1). Es besaß einen nach links öffnenden Querkeilverschluss. Es war in einer Schiene auf einer u-förmigen Rohrwiege gelagert, die einen Schusswinkel von 0° bis 85° ermöglichte. Der federhydraulische Rohrrücklauf mit Rohrbremsmechanismus war waagerecht eingebaut und ragte nach vorn heraus. Die Rücklauflänge betrug 600 mm. Die Seitenrichtung erfolgte grob durch die Bedienmannschaft, wobei der Feinrichtmechanismus ausgekoppelt wurde. Die Feinrichtung und die Höhenrichtung erfolgten über Handräder rechts und links an der Wiege. Für die Richtschützen waren Metallsitzschalen vorgesehen. Rohr und Rohrwiege waren auf einem Mittelpivot montiert, was einen Seitenrichtbereich von 360° ermöglichte. Das Gesamtgewicht von 2061 kg wurde durch fünf gleichmäßig verteilte Holme mit großen Auflagetellern auf den Boden verteilt. Am Boden befestigt wurden die Holme mit mehreren Erdankern. Um das Mittelpivot war auf den Holmen eine rund umlaufende Metallplatte zur einfacheren Bedienung als Arbeitsfläche der Bedienmannschaft verschraubt.
Die Holme waren in einem regelmäßigen Fünfeck angeordnet. Zum Transport wurden drei Holme angeklappt, so dass sie als Zugdeichsel genutzt werden konnten. Zwei Holme wurden demontiert und mit den Rundplattenelementen verstaut. Das Pivot wurde angehoben und zwei Holzräder mit Hartgummiauflage mittig unter dem Geschütz verschraubt. Gezogen wurde die Waffe dann unter anderem von der 4t-Zugmaschine. Auf- und Abbau waren zeitaufwändig und machten ein schnelles Verlegen praktisch kaum durchführbar. Das Abfeuern im Transportzustand war nicht möglich.

### Munition
Die Munition bestand aus getrennt transportierten Treibladungskartuschen und Geschossen. Im Erdkampf konnten die normale Munitionder Typ 38 7,5 cm Feldkanone verwendet werden. Für die Flugabwehr wurde zunächst eine zylindrische Schrapnell mit einfacher, ballistischer Haube als Typ 38 Fliegerabwehr-Schrapnell entwickelt. 1930 wurde mit dem Typ 90 7,5-cm-Sprenggeschoss ein aerodynamisch günstiger geformtes Geschoss eingeführt. Als weitere Munition kamen das Typ 11 Zieldarstellungsgeschoss und das Typ 90 Leuchtgeschoss zum Einsatz.
Im Einsatz wurde nach Instellunggehen die nötige Bereitschaftsmunition aus den beiden Teilen zusammengesetzt und neben den Geschützen bereitgelegt. Zusammen mit der Kartusche lag das komplette Gewicht der Munition bei knapp 9 kg. Weiterhin gab es eine Exerzierpatrone mit hölzerner Geschossattrappe und mit Zement ausgegossener Kartusche. Mit der Munition war mit Aufschlagzündern eine Maximalschussweite von 10.900 m möglich. In der Luftabwehr wurde mit voreingestellten Zeitzündern geschossen. Die wirksame Schusshöhe lag bei etwa 4.000 m. Diese Werte entsprachen zum Zeitpunkt der Einführung den Notwendigkeiten. Der Fortschritt im Flugzeugbau führte aber bald zu höheren Anforderungen für Flakgeschütze.
| Bezeichnung                            | Bild                                   | Gewicht | Gewicht     | Sprengstoff                                                                                     | Zünder            |
| Bezeichnung                            | Bild                                   | Granate | Sprengstoff | Sprengstoff                                                                                     | Zünder            |
| -------------------------------------- | -------------------------------------- | ------- | ----------- | ----------------------------------------------------------------------------------------------- | ----------------- |
| Typ 38 7,5-cm-Schrapnell               | Typ 38 7,5-cm-Schrapnell               | 6,6 kg  | unbekannt   | Mischung aus Pikrinsäure und Dinitronaphthalin                                                  | Typ 10 Zeitzünder |
| Typ 11 7,5-cm-Zieldarstellungsgeschoss | Typ 11 7,5-cm-Zieldarstellungsgeschoss | 5,04 kg | unbekannt   | Abspreng- und Ausstoßladung: Schwarzpulver                                                      | Typ 10 Zeitzünder |
| Typ 90 7,5-cm-Sprenggeschoss           | Typ 90 7,5-cm-Sprenggeschoss           | 6,53 kg | 385 g       | Pikrinsäure oder Trinitrotoluol                                                                 | Typ 89 Zeitzünder |
| Typ 90 7,5-cm-Leuchtgeschoss           | Typ 90 7,5-cm-Leuchtgeschoss           | 5,65 kg | unbekannt   | Abspreng- und Ausstoßladung: Schwarzpulver; Leuchtmittel: Bariumnitrat, Magnesium und Aluminium | Doppelzünder      |

## Produktion und Einsatz

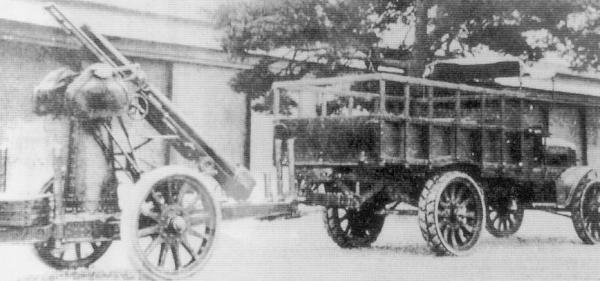
Typ 11 Flugabwehrkanone in Marschstellung, gezogen von einer 4t-Zugmaschine

Aufgrund der angespannten Finanzlage des Heeres wurden nur 44 Geschütze bestellt. Damit wurden 1923 10 Batterien mit je vier Geschützen für die Heimatverteidigung aufgestellt. Im Einsatz der Flugabwehrkanonen machten das langwierige Auf- und Abbauen kaum Schwierigkeiten. 1933 wurden zwei der Geschütze als Bewaffnung für einen behelfsmäßigen Panzerzug in der Mandschurei verwendet. Mitte der 30er-Jahre nach Steigerung der Produktion des Nachfolgemodells wurden einige der Geschütze an Museen abgegeben, der Rest wurde verschrottet.

## Nachfolger
Aus der Typ 11 Flugabwehrkanone wurde zunächst 1924 mit der Typ 14 eine vergrößerte Version im Kaliber von 10,5 cm entwickelt. Ab 1927 folgte dann die Typ 88 7,5-cm-Flugabwehrkanone. Diese war optisch weitgehend identisch mit der Typ 11 hatte jedoch etliche Detailverbesserungen.